# Dennstein & Schwarz – Rufmord
Dennstein & Schwarz – Rufmord (Arbeitstitel: Rufschädigung) ist ein österreichischer Fernsehfilm der Filmreihe Dennstein & Schwarz aus dem Jahr 2020 von Michael Rowitz mit Martina Ebm und Maria Happel in den Hauptrollen. Die Erstausstrahlung der Anwaltskomödie im ORF erfolgte am 1. Mai 2020. Es handelt sich um die Fortsetzung von Sterben macht Erben (2018) und Pro bono, was sonst! (2019). Im Ersten wurde der Film erstmals am 3. Juli 2020 gezeigt.

## Handlung
Die beiden Anwältinnen Dr. Paula Dennstein und Dr. Therese Schwarz, die gemeinsam eine Rechtsanwaltskanzlei betreiben, übernehmen einen Fall, der viel Aufmerksamkeit der Öffentlichkeit verspricht. Der bekannte Politiker Landesrat Konrad Wagner (DPÖ) möchte sich juristisch gegen eine Zeitungsgeschichte zur Wehr setzen. In einem Artikel wurde er als Grapscher an den Pranger gestellt.
Landesrat Wagner vermutet, dass die politischen Gegner hinter den Anschuldigungen stehen, zumal die Landtagswahl vor Tür steht, bei der Wagner Kandidat für das Amt des Landeshauptmannes ist. Für Paula, die seit Jahren mit Wagner befreundet ist, steht dessen Unschuld außer Zweifel. Sie übergibt das Mandat an ihre Kollegin Therese. Diese fordert von Chefredakteur Josef Pitzer von den Steiermark Nachrichten die Veröffentlichung einer Entgegnung. Pitzer ist sich seiner Sache sehr sicher, er habe überprüfbare Informationen.
Therese findet heraus, dass Wagner von seiner ehemaligen Mitarbeiterin Sandra Dorner wegen einer negativen Beurteilung vor die Gleichbehandlungskommission gebracht wurde. Laut der Gleichbehandlungsanwaltschaft ging es damals im Verfahren allerdings um sexuelle Belästigung, was Wagner jedoch gegenüber seiner Anwältin verschwiegen hatte. Er begründet dies damit, mit niemandem darüber sprechen zu dürfen. Von Wagner erhält Schwarz schließlich die Protokolle von damals, Therese und Paula hegen Zweifel an Wagners Aussagen.
Währenddessen kümmert sich Paula um ein Drogendelikt von Thereses 17-jähriger Schwester Marita, die zusammen mit Paulas Sohn Ferdinand wegen Besitz und Konsum von Cannabis in Polizeikontakt kommt. Paula gelingt es, den Staatsanwalt zu überzeugen, das Verfahren gegen Marita einzustellen.
Der aktuelle Landeshauptmann möchte von Wagner, dass er seine Kandidatur zurückzieht. Konrad Wagner bittet daraufhin seine Ehefrau Sylvia, sich in einer Pressekonferenz öffentlich hinter ihn zu stellen, diese stellt jedoch die Sinnhaftigkeit in Frage, nachdem ihr als seiner Frau ebenso wenig geglaubt würde. Paula schlägt daher vor, jemanden zu provozieren, der Konrad Wagner vor Zeugen verleumdet und den sie wegen übler Nachrede verklagen können, sodass sie vor Gericht die Beschuldigungen als Lüge entlarven können. Im Fitnessstudio bringt Sylvia Wagner Sandra Dorner dazu, ihr zu erzählen, dass sie damals von Konrad Wagner sexuell belästigt wurde; der Fitnesstrainer ist Zeuge der Unterhaltung. Schwarz reicht daraufhin Klage gegen Dorner ein, Dorner bittet allerdings Paula, die Klage zurückzuziehen, sie könne sich das nicht leisten.
Sylvia belauscht ein Telefongespräch zwischen ihrem Mann und Sandra Dorner. Darin fordert er sie auf, sich an die damals vereinbarte Verschwiegenheitsverpflichtung zu halten, im Gegenzug würde er auf die Strafzahlung von 100.000 Euro, zu der sie sich damals verpflichtet hatte, verzichten. Kurz vor Prozessbeginn bestätigt auch Konrad Wagners Assistentin Bettina Rauter gegenüber Therese die Vorwürfe gegen ihn. Therese legt daraufhin das Mandat nieder, das Standesrecht verpflichtet sie allerdings, noch 14 Tage ihn zu vertreten. Im Zeugenstand bestätigt Bettina Rauter nochmals den Vorwurf der sexuellen Belästigung gegen Wagner, sie selbst wurde zwar nicht belästigt, habe diese Information von Wagners Mitarbeiterinnen, darunter Anna Gruber, die sich selbst nicht in der Lage sieht gegen Wagner auszusagen, erhalten. 
Die Gegenseite ruft Wagners Ehefrau in den Zeugenstand, die von Dorners Verschwiegenheitsverpflichtung und der Strafzahlung von 100.000 Euro berichtet. Die Klage von Wagner gegen Sandra Dorner wird daraufhin abgewiesen. Wagner verzichtet auf die Strafzahlung und legt mit sofortiger Wirkung alle politischen Funktionen zurück.

## Produktion
Die Dreharbeiten fanden gemeinsam mit der zweiten Folge Pro bono, was sonst! vom 26. August bis Ende Oktober 2019 in der Steiermark und in Wien statt. Drehorte waren unter anderem Altaussee, Lassing mit Burg Strechau, Bad Aussee, Rottenmann und Grundlsee und Graz.
Produziert wurde der Film von der österreichischen Film27, beteiligt waren der Österreichische Rundfunk und die ARD (Degeto Film), unterstützt wurde die Produktion von Cinestyria Filmcommission and Fonds sowie Film Commission Graz. Für den Ton zeichnete Walter Fiklocki verantwortlich, für die Kostüme Erika Navas, für das Szenenbild Rainer Zottele und für die Maske Martin Geisler und Anette Keiser.

## Rezeption

### Kritiken
Volker Bergmeister schrieb auf tittelbach.tv, dass die Reihe spannend-unterhaltsame Familien- und Erbschaftsgeschichten mit starker regionaler Verankerung und mal eindimensionalen, mal vielschichtigen Charakteren biete. Das Zusammenspiel von Maria Happel und Martina Ebm sei stimmig, die Dialoge pointiert. Während Schuldenfalle arg konventionell geraten sei, biete Rufmord Brisanz und mit Manuel Rubey als Politiker unter „Grapscher“-Verdacht eine schillernde Hauptfigur.
TV Spielfilm urteilte: „Die Ansammlung von Klischees hätte man einer (bissigen) Komödie verziehen, doch glaubte man offenbar, dem Thema mit gedrosseltem Humor eher gerecht zu werden. Doch das wurde so stereotyp umgesetzt, dass es im unrunden Zusammenspiel mit dem verbliebenen (harmlosen) Witz nicht packt. Trost: die tolle Kulisse!“
Hans Czerny (Prisma/Teleschau) meinte, dass die Bonmots zwischen den sich beharrlich siezenden Anwältinnen kein Ende nehmen wollten, ohne je ganz witzig zu sein. Einmal würde sich allerdings österreichisches Komödiantentum bahnbrechen. Frech und hintersinnig spiele Wolfgang Hübsch den dementen Vater des übergriffigen Politikers. Der Großvater genieße seine Narrenfreiheit und löse dabei alles ein, was man sich von einer Austria-Koproduktion erwarte. Man habe sich von dieser Unbeschwertheit im Film statt der gesetzlichen Belehrungen doch ein wenig mehr gewünscht.
Tilmann P. Gangloff schrieb auf Evangelisch.de, dass dank Rubeys differenziertem Spiel und dem klugen Drehbuch von Konstanze Breitebner der Reiz der Handlung in der Balance zwischen Verdacht und Vorverurteilung liege. Geschickt verteile Breitebner die verschiedenen Perspektiven der Geschichte auf mehrere Figuren, Rubey versehe den Mann zudem mit dem entsprechenden Charisma. Anders als in Schuldenfalle verzichteten Michael Rowitz (Regie) und Andrés Marder (Bildgestaltung) diesmal auf Szenen mit entfesselter Kamera. Die leicht angekitschten Landschaftsaufnahmen seien jedoch nach wie vor sehr schön anzuschauen, und die gute Musik von Helmut Zerlett mache den Film endgültig rundum sehenswert.
Wolfgang Platzeck befand in der Westdeutschen Allgemeinen Zeitung, dass das raffinierte Drehbuch von Konstanze Breitebner den dritten Fall der durchweg spannenden und unterhaltsamen Anwalts-Reihe auf ein neues Niveau hebe. Wie Therese und Paula vor Gericht mit einem brillanten Manöver Recht und Gerechtigkeit zugleich zum Siege verhelfen, das hätte James Spader als Alan Shore in Boston Legal nicht besser machen können.

### Einschaltquote
Die Erstausstrahlung im ORF am 1. Mai 2020 wurde von bis zu 856.000 und durchschnittlich 762.000 Sehern verfolgt, der Marktanteil lag bei 23 Prozent.
In Deutschland sahen den Film bei Erstausstrahlung im Ersten 3,39 Millionen Zuschauer, der Marktanteil lag bei 12,9 Prozent.